# 谢庆生
谢庆生（1954年10月—），贵州贵阳人，中华人民共和国政治人物，中国农工民主党党员。西南交通大学机械系铁道车辆专业毕业，北京农业工程大学（现并入中国农业大学）工学硕士研究生学历。历任贵州工学院助教、讲师、研究所所长、科研处处长，贵州工业大学副校长、贵州大学副校长等职。2007年4月当选农工党贵州省委主委，2008年1月当选贵州省人民政府副省长。担任贵州省第十二届人民代表大会常务委员会副主任。